# 蓬田村 (福島県)
蓬田村（よもぎだむら）は、福島県石川郡にかつて存在した村である。

## 地理
- 現在の平田村の北部に位置する。

## 歴史

### 村域の変遷
- 1889年（明治22年）4月1日 - 町村制施行に伴い、上蓬田村・下蓬田村・蓬田新田村・九生滝村・永田村・鴇子村・小松原村が合併して石川郡蓬田村が発足。
- 1955年（昭和30年）3月31日 - 蓬田村は小平村と合併して平田村が発足。蓬田村は消滅。

変遷表
| 1868年 以前 | 1868年 以前 | 明治元年頃 | 明治22年 4月1日 | 昭和30年 3月31日 | 現在   |
| ----------- | ----------- | ---------- | --------------- | ---------------- | ------ |
|             | 上蓬田村    | 上蓬田村   | 蓬田村          | 平田村           | 平田村 |
|             | 下蓬田村    |            | 蓬田村          | 平田村           | 平田村 |
|             | 蓬田新田村  |            | 蓬田村          | 平田村           | 平田村 |
|             | 九生滝村    |            | 蓬田村          | 平田村           | 平田村 |
|             | 永田村      |            | 蓬田村          | 平田村           | 平田村 |
|             | 鴇子村      |            | 蓬田村          | 平田村           | 平田村 |
|             | 大柿村      | 小松原村   | 蓬田村          | 平田村           | 平田村 |
|             | 北向村      | 小松原村   | 蓬田村          | 平田村           | 平田村 |

## 大字
- 上蓬田（かみよもぎだ）
- 下蓬田（しもよもぎだ）
- 蓬田新田（よもぎだしんでん）
- 九生滝（くりゅうだき）
- 永田（ながた）
- 鴇子（とうのこ）
- 小松原（こまつばら）

## 人口・世帯

### 人口
総数 [単位： 人]
| 1891年（明治24年） | 1,764 |
| 1920年（大正 9年） | 2,897 |
| 1947年（昭和22年） | 4,835 |

### 世帯
総数 [単位： 世帯]
| 1920年（大正 9年） | 526 |
| 1947年（昭和22年） | 825 |

## 交通（廃止直前）
- 二級国道
  - 国道115号